# Stretto di Tañon
Lo stretto di Tañon (in lingua filippina: Kipot ng Tanon), è un braccio di mare situato tra le isole di Negros e Cebu, nelle Filippine.

## Caratteristiche
Lo stretto, che ha una lunghezza di circa 160 km, mette in comunicazione il Mare delle Visayas a nord con il Mar di Bohol a sud. La sua larghezza è compresa tra 5 e 27 km, con la parte più stretta situata nel tratto meridionale. A nord lo stretto è chiuso da un gruppo di isole, la più importante delle quali è l'isola di Bantayan. 
Nelle città di Bais (Negros Oriental) e Toledo (Cebu) sono presenti strutture portuali.

## Area protetta
Lo stretto di Tañon è stato dichiarato area marittima protetta dal presidente Ramos con la Proclamation No. 1234 del 1998.
In questo braccio di mare viene praticata l'osservazione delle balene, delfini e cetacei con imbarcazioni che partono dal porto di Bais.